# Melanalis
Melanalis is een geslacht van vlinders van de familie snuitmotten (Pyralidae), uit de onderfamilie Pyralinae.

## Soorten
- M. flavalis Hampson, 1917
- M. perfusca Hampson, 1906